# Харламон, Джордж
Джордж Пи́тер Ха́рламон (англ. George Peter Harlamon; 5 февраля 1919, Уотербери, Коннектикут, США — 14 мая 2011, там же) — американский политик-республиканец, 40-й мэр города Уотербери (1968—1970). Наиболее известен мирным разрешением расовых беспорядков в Уотербери летом 1969 года, когда по всем США вспыхнули протестные акции, причиной чему послужила массовая расовая сегрегация в стране в отношении этнических меньшинств, в частности афроамериканцев. На протяжении более 50 лет был членом Американо-греческого прогрессивного просветительского союза (AHEPA), в том числе 26 марта 2011 года стал почётным членом младшей вспомогательной организации AHEPA «Сыны Перикла». Также являлся активным членом греческой православной церкви Святой Троицы города Уотербери, состоя в приходском совете, председателем и казначеем которого он был в течение более 27 лет. Ветеран Второй мировой войны.

## Биография

### Ранние годы и образование
Родился 5 февраля 1919 года в Уотербери (Коннектикут, США) в семье греков Питера Харламона и Агнесы Ханзакос.
В 1936 году прервал учёбу в государственной средней школе в Уотербери, когда ему пришлось помогать семейному кондитерскому предприятию в Фэрфилде, а также в связи с прохождением военной службы в годы Второй мировой войны.
Служил в Инженерных войсках Армии США в звании сержанта на Филиппинах в Тихоокеанском театре военных действий Второй мировой войны.
По завершении службы продолжил образование. Окончил Фордемский университет, получив степень бакалавра «с наибольшим почётом» в области бухгалтерского учёта, а также Коннектикутский университет со степенью магистра делового администрирования.

### Карьера
Карьеру начал в Счётной палате США в Вашингтоне (округ Колумбия), но уже вскоре вернулся в Уотербери, где работал в металлургической компании «Chase Brass and Copper», а в 1966 году стал инспектором в Национальном банке Уотербери.
В 1968 году, будучи президентом Совета альдерманов, вступил в должность мэра Уотербери, сменив на этом посту Фредерика Паломбу, ушедшего в отставку после перенесённого сердечного приступа.
В июле 1969 года Уотербери был охвачен расовыми волнениями, захлестнувшими всю страну, когда афроамериканцы вели борьбу за гражданские права в связи с сегрегацией и расизмом. Под нависшей угрозой дальнейшего насилия и массовых беспорядков, Харламон, вопреки совету городских властей, встретился с протестующими и помог выработать соглашение, положившее конец бунту без единой человеческой жертвы. Позднее лидеры борьбы за гражданские права, оказавшие доверие Харламону, отметили его руководящую роль в обеспечении мирного урегулирования конфликта.
Несколько месяцев спустя проиграл на выборах мэра Уотербери ранее занимавшему этот пост Эдуарду Бёргину.
После ухода с поста мэра являлся членом Советов директоров Американского Красного Креста, городских комиссаров по вопросам парков (в том числе председателем на протяжении 9 лет), городского финансового совета, совета общественных работ, председателем городского комитета Уотербери и др. Также был адъюнкт-профессором в Общественном колледже Маттатак и Постонском колледже (сегодня Постонский университет), где на протяжении 18 лет преподавал бухгалтерский учёт и федеральный налог.
В 2003 году, в знак признания заслуг перед городом Уотербери, а также гражданского участия в качестве члена Совета директоров различных организаций, в том числе Симфонического оркестра Уотербери и Музея Маттатак, Харламон был избран в Зал славы Уотербери.
Умер 14 мая 2011 года в одной из больниц Уотербери.

## Личная жизнь
В браке с супругой Кэтрин Констант имел сыновей Питера и Джеймса.